# Oxandra
Oxandra este un gen de plante angiosperme din familia Annonaceae.

## Specii[1]
- Oxandra asbeckii
- Oxandra belizensis
- Oxandra espintana
- Oxandra euneura
- Oxandra guatemalensis
- Oxandra guianensis
- Oxandra krukoffii
- Oxandra lanceolata
- Oxandra laurifolia
- Oxandra leucodermis
- Oxandra longipetala
- Oxandra macrophylla
- Oxandra major
- Oxandra martiana
- Oxandra maya
- Oxandra mediocris
- Oxandra nitida
- Oxandra oblongifolia
- Oxandra opaca
- Oxandra panamensis
- Oxandra polyantha
- Oxandra proctorii
- Oxandra reticulata
- Oxandra riedeliana
- Oxandra sessiliflora
- Oxandra sphaerocarpa
- Oxandra surinamensis
- Oxandra unibracteata
- Oxandra venezuelana
- Oxandra xylopioides